# رالف إدستروم
رالف إدستروم (بالسويدية: Ralf Edström)‏ (ولد بتاريخ 7 أكتوبر 1952 في دغرفوش) هو لاعب كرة قدم سابق، من السويد، شارك في بطولة كأس العالم لكرة القدم 1978، وكأس العالم لكرة القدم 1974، لعب كمهاجم.

## مسيرته الكروية
لعب رالف إدستروم خلال مسيرته الاحترافية مع 6 أندية في سبعة عشر موسمًا وسجل خلالها 140 هدف ضمن 301 مباراة. حيث فاز في خمسة مواسم بالكأس وفي ستة مواسم بالدوري.
خاض رالف إدستروم مسيرته مع نادي أتفدابيرجس في موسم 1971 واستمر معه طيلة ثلاثة مواسم، مشاركًا في 52 مباراة سجل خلالها 28 هدفًا. ثم انتقل إلى نادي آيندهوفن في موسم 1973–74 ليلعب معه أربعة مواسم، حيث شارك في 112 مباراة سجل خلالها 55 هدفًا. لينتقل بعدها إلى نادي غوتبورغ في موسم 1977 واستمر معه طيلة ثلاثة مواسم، مشاركًا في 37 مباراة سجل خلالها 14 هدفًا. ثم انتقل إلى نادي ستاندارد لييج في موسم 1979–80 ولمدة موسمين، مشاركًا في 51 مباراة سجل خلالها 27 هدفًا. هذا وانتقل لاحقًا إلى نادي موناكو في موسم 1981–82 ولمدة موسمين، مشاركًا في 49 مباراة سجل خلالها 16 هدفًا. ثم انتقل بعدها إلى نادي أورغريته في موسم 1983 واستمر معه طيلة ثلاثة مواسم، لم يشارك في أي مباراة ولم يسجل أي هدف.

## روابط خارجية
- رالف إدستروم على موقع الاتحاد الدولي (مؤرشف)  (الإنجليزية)
- رالف إدستروم على موقع الاتحاد الأوربي (الإنجليزية)
- رالف إدستروم على موقع اتحاد السويد (السويدية)
- رالف إدستروم على موقع قاعدة بيانات كرة القدم.إي يو (الإنجليزية)
- رالف إدستروم على موقع ناشيونال فوتبول تيمز (الإنجليزية)
- رالف إدستروم على موقع عالم كرة القدم.نت (الإنجليزية)